# Jana Toom
Jana Toom z domu Tšernogorova, poprzednio Yana Toom, ros. Яна Игоревна Тоом, trb. Jana Igoriewna Toom (ur. 15 października 1966 w Tallinnie) – estońska dziennikarka i polityk narodowości rosyjskiej, posłanka do Riigikogu, deputowana do Parlamentu Europejskiego VIII, IX i X kadencji.

## Życiorys
Jest córką polityk Margarity Tšernogorovej. W 1983 ukończyła szkołę średnią nr 26 w Tallinnie, następnie studiowała język i literaturę rosyjską na Uniwersytecie w Tartu (1983–1987). Pracowała jako dziennikarka, m.in. jako korespondentka gazety „Mołodioż Estonii” w latach 1994–1997, a także redaktor naczelna czasopism „Dień za dniom” (1999–2004), „Wiesti niedieli” (2004–2006), „Stolica” (2008–2010).
Od 2008 do 2010 zatrudniona w urzędzie miejskim Tallinna, była także zastępczynią burmistrza stolicy Edgara Savisaara. W wyborach w 2011 uzyskała mandat posłanki do Riigikogu XII kadencji z listy Partii Centrum (do której wstąpiła w 2008). W wyniku wyborów w 2014 została posłanką do Parlamentu Europejskiego VIII kadencji (stała się pierwszą w historii Rosjanką reprezentującą Estonię w Strasburgu). W 2019 z powodzeniem ubiegała się o ponowny wybór do Europarlamentu.
W 2015, 2019 i 2023 ponownie uzyskiwała mandat poselski do estońskiego parlamentu (jednak rezygnowała z jego objęcia). W 2024 utrzymała mandat deputowanej do PE na X kadencję (gdy Mihhail Kõlvart odmówił jego objęcia).